# Université d'Assouan

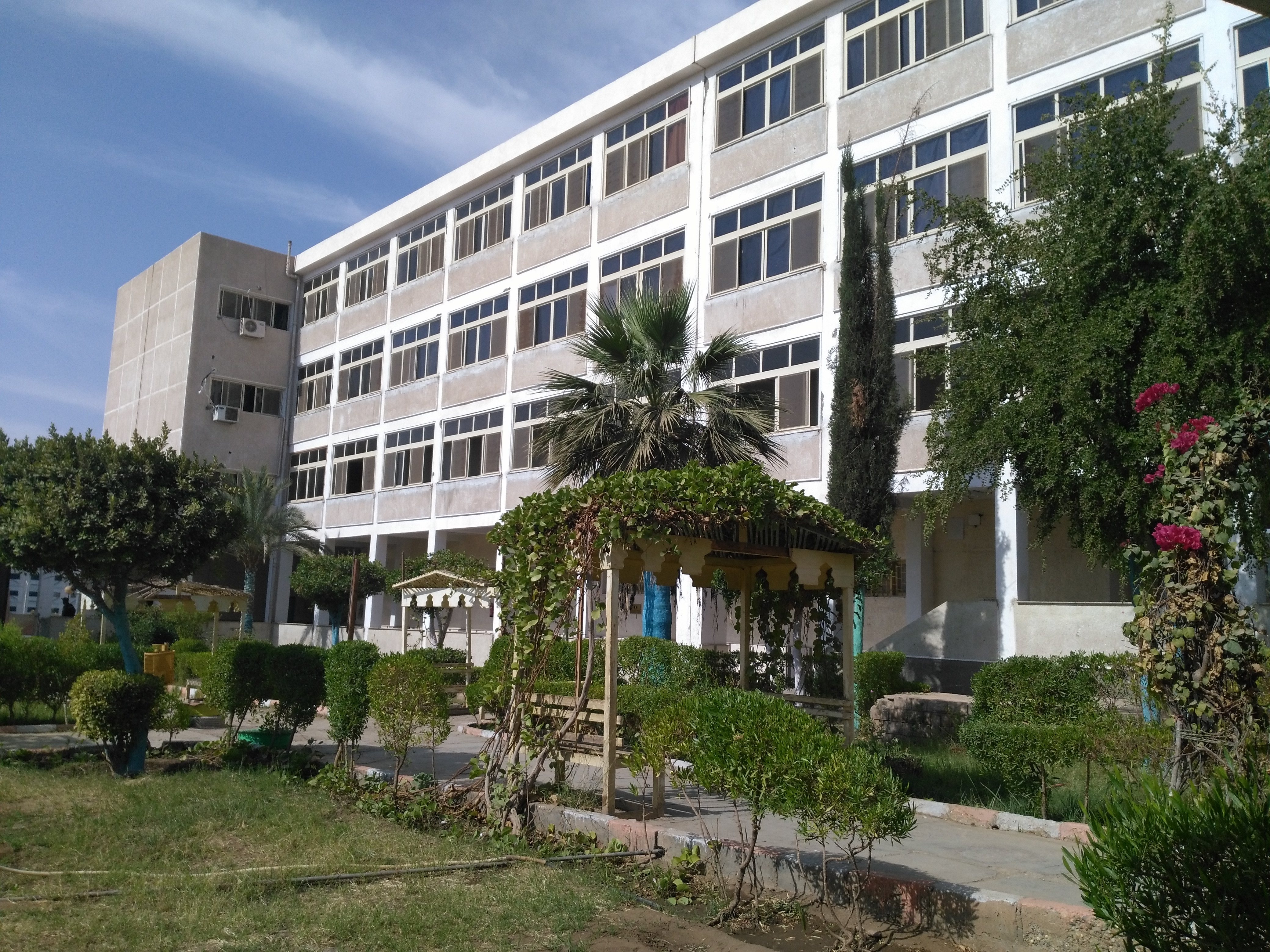
Faculté d’ingénierie

L'université d'Assouan (en arabe : جامعة أسوان ; en anglais : Aswan University) est une université publique située à Assouan, en Égypte.
Elle est classée par le U.S. News & World Report au 109e rang du classement régional des universités arabes.

## Historique
L'université d’Assouan est fondée en 1974 comme une branche de l'université d'Assiout.

## Campus
L’université est située dans la ville de Sahari.

## Les facultés

### Les facultés scientifiques[3]
Faculté de médicine
- Faculté vétérinaire
- Faculté des sciences
- Faculté d’agriculture et de ressources naturelles
- Faculté d’ingénierie
- Faculté d’ingénierie énergétique
- Faculté de technologie de pêche

### Autres facultés[4]
- Faculté de pédagogie physique
- Faculté de droits
- Faculté de lettres
- Faculté de Dar-Oloum
- Faculté d’Alsun
- Faculté d'archéologie
- Faculté de commerce
- Faculté de pédagogie

## Les instituts
- Institut de recherche et des études africaines et pays du bassin du Nil
- Institut d’infirmerie